# Павлос Сідіропулос
Павлос Сідіропулос (грец. Παύλος Σιδηρόπουλος; 1948—1990) — грецький співак і музикант; підтримував використання грецької мови в рок-музиці, коли більшість грецьких рок-груп використовували англійську мову.

## Біографія
Народився 27 липня 1948 року в Афінах у багатій родині. Його батько Костас походив з відомої купецької родини, мати Дженні була онукою Йоргіса Зорбаса, Таким чином Павлос — правнук грека Зорбаса, прототипа вигаданого Алексіса Зорбаса — героя всесвітньо відомого роману «Неймовірні пригоди Алексіса Зорбаса» Нікоса Казандзакіса.
До шести років Павлос жив в Салоніках в будинку свого дідуся, але після народження сестри Меліни, вся сім'я переїхала на постійне проживання в Афіни. У шкільні роки він був хорошим учнем, зацікавився рок-музикою в середині 1960-х років побував на концертах грецьких рок-груп. Після закінчення школи, в 1967 році, вступив на факультет математики в Університет Аристотеля в Салоніках. Тут він познайомився зі своїм одногрупником і майбутнім поетом-піснярем Вангелісом Германосом (англ. Vangelis Germanos). Вони разом займалися музикою, Павлос грав на перкусії. Це був час політичної активності студентів у Греції в період військової диктатури, але друзі не припиняли заняття музикою. 
В університеті в 1970 році разом з Pantelis Delleyannidis Сідіропулос почав свою музичну кар'єру, заснувавши рок-групу «Damon and Pythias». Не закінчивши освіту і розчарувавшись у революційній діяльності молоді, він почав працювати на фабриці свого батька. Незабаром він познайомився з грецьким музикантом Діонісісом Саввопулосом і його групою «Bourboulia». Приєднавшись до неї, взяв участь у створенні альбому «Damis the tough» і залишався в групі до 1974 року. Саме тут Сідіропулос почав експериментувати з грецькими текстами в рок-музиці. Після цього співпрацював з композитором Яннісом Маркопулосом (англ. Yannis Markopoulos), а в 1976 році разом з братами Spiropoulos Павлос заснував музичну групу «Spiridoula». У 1980 році Сідіропулос приєднався до групи «Oi Aprosarmostoi», де залишався до кінця життя. Знімався в кіно.
Влітку 1990 року померла його мати, ліва рука музиканта виявилася паралізованою в результаті тривалого вживання наркотиків, від яких він намагався відмовитися протягом багатьох років. Павлос продовжував виступи, але його здоров'я погіршувалося. Помер 6 грудня 1990 року в Афінах від серцевого нападу, викликаного передозуванням героїну.